# Suchdol u Konice

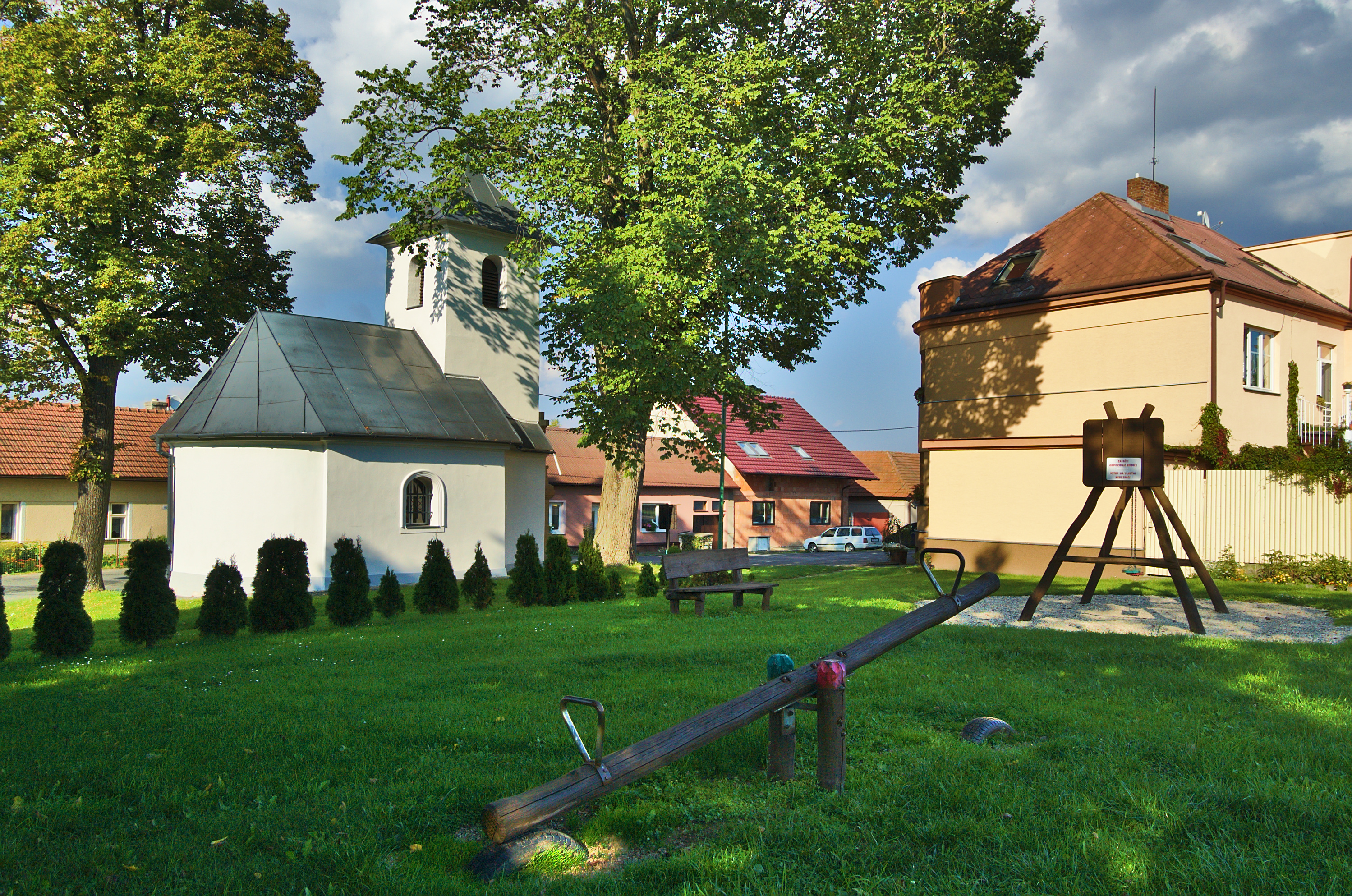
Dorfplatz von Suchdol mit Kapelle der hl. Anna

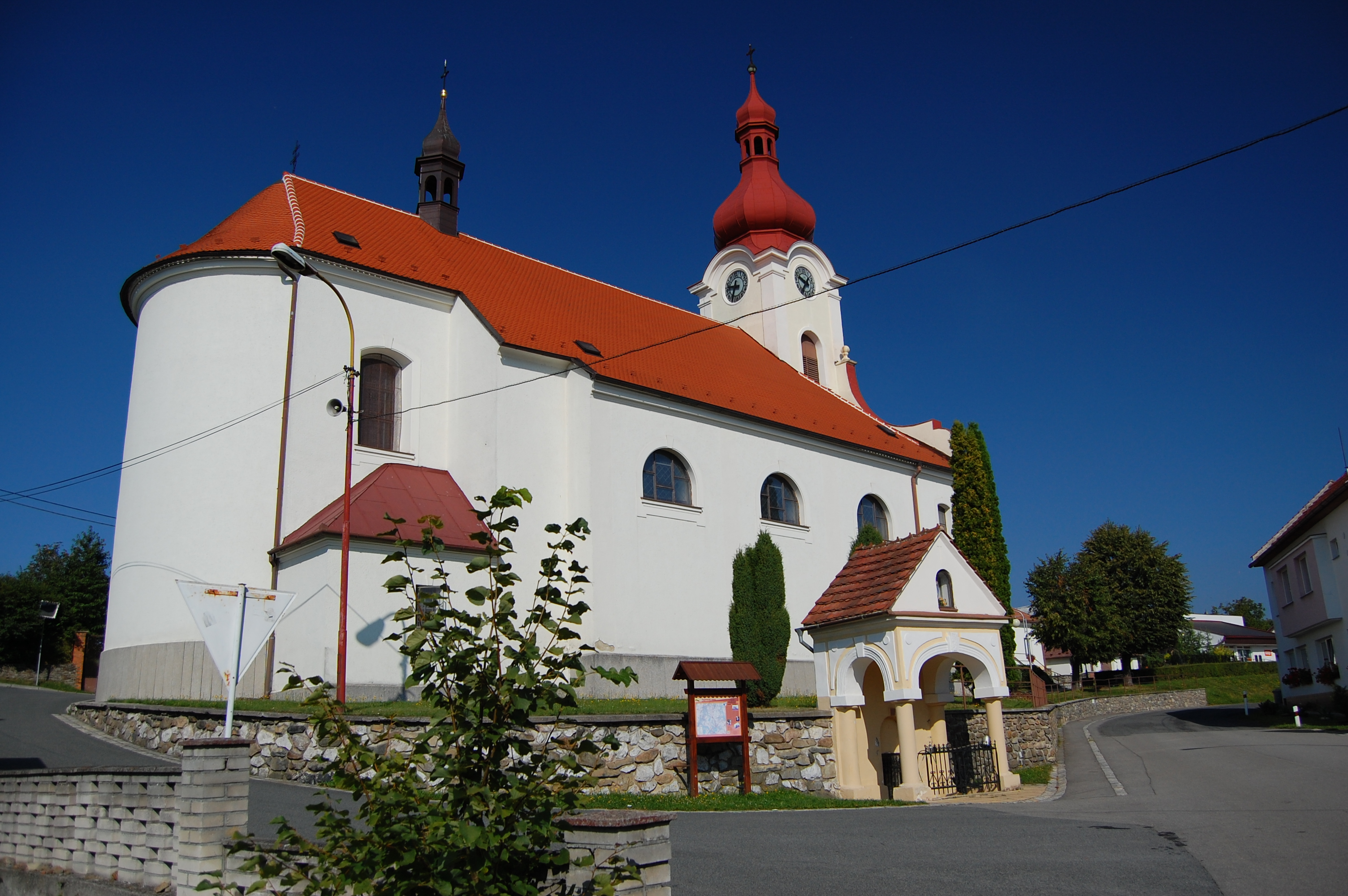
Kirche Mariä Heimsuchung in Jednov

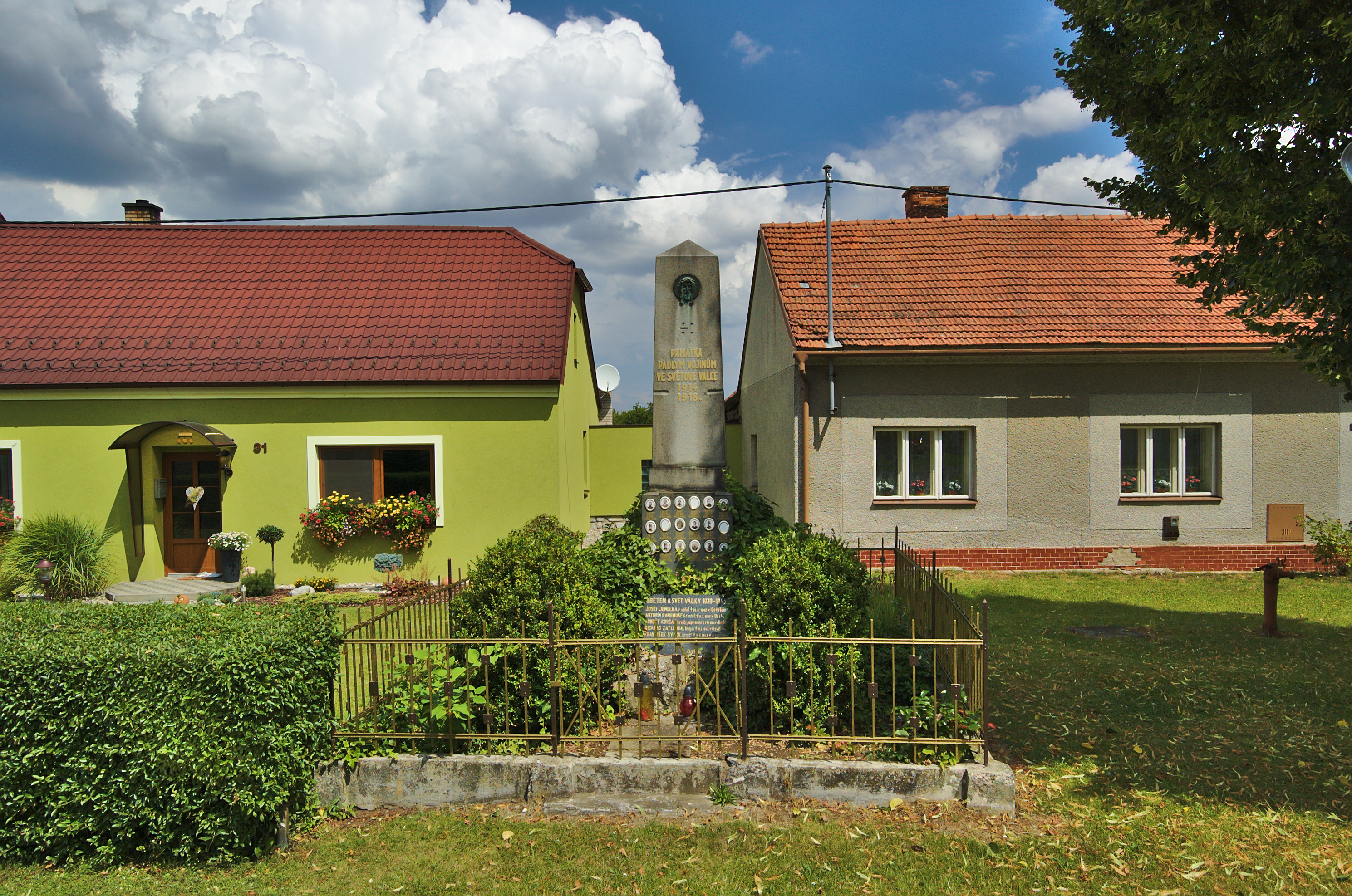
Kriegerdenkmal in Suchdol

Suchdol (deutsch Sugdol, 1939–45 Suchdol) ist eine Gemeinde in Tschechien. Sie liegt fünf Kilometer südlich von Konice und gehört zum Okres Prostějov.

## Geographie
Suchdol befindet sich auf einer Hochfläche zwischen den Tälern der Bäche Bukovanka und des Brodecký potok im Drahaner Bergland. Südwestlich erhebt sich der Čeharlí (603 m. n.m.).
Nachbarorte sind Runářov, Veselá, Křemenec und Čunín im Norden, Hrázný Mlýn und Maleny im Nordosten, Stražisko im Osten, Ptenský Dvorek, Ptení, Holubice und Stínava im Südosten, Okluky und Seč im Süden, Hrochov und Žleb im Südwesten, Klárky und Jednov im Westen sowie Lhota u Konice im Nordwesten.

## Geschichte
Die erste schriftliche Erwähnung von Suchodoly erfolgte 1379 in der Landtafel, als Sulík von Konitz das zur Herrschaft Konitz gehörige Dorf zusammen mit Dešná und weiteren Ortschaften an die Brüder Stefan und Ješek Kropáč von Holstein überschrieb. Letztere traten die Dörfer Suchdol, Hluchov und Stražisko 1389 an den Besitzer der Herrschaft Konitz, Stibor Tovačovský von Cimburk ab. Danach gehörte Suchdol für knapp 200 Jahre zu Konitz. 1579 verkaufte Wenzel Laškovský von Schwabenitz das Dorf an Wenzel Henniger von Hennig auf Wilimow. Nachfolgender Besitzer war Joachim Bítovský von Slavíkovic, er verkaufte das Gut Suchdol 1596 für 2450 Rheinische Gulden an die Eheleute Jakob Hroch Jalůvek von Melovic und Elisabeth, geborene Spöttl von Prudic. Deren Tochter Salomena, verheiratete Šmerhovská von Lidkovic überschrieb das Gut Suchdol mit der Feste, dem Dorf, zwei Höfen und einem Brauhaus im Jahre 1630 für 7000 Mährische Gulden an Johann Felix Podstatzky von Prusinowitz. Wenig später kaufte Salomena Šmerhovská das Gut zurück und veräußerte es 1635 zum selben Preis an den Besitzer des Gutes Ptin, Anton Miniati von Campoli. Danach war Suchdol immer mit Ptin verbunden, blieb aber ein besonderes Gut.
Nachfolgende Besitzer waren u. a. ab 1679 Wenzel Bernard Bartodějský von Bartoděj und dessen Sohn Ignaz, ab 1683 Johann Baptist Miniati von Campoli und ab 1746 Maximiliana Gräfin von Oudaille. Letztere veräußerte das Gut Ptin mit Sugdol 1757 an das Olmützer Klarissenstift St. Klara. Das Stift setzte 1765 in Sugdol einen Geistlichen ein, der im Meierhof wohnte, in der Kapelle den Gottesdienst abhielt und mit einer Pfründe bestiftet war. Nach der Aufhebung des Klarissenstiftes im Jahre 1782 fiel das Gut Ptin dem Religionsfonds zu. Wenig später wurden der Sugdoler Meierhof sowie der Neuhof aufgelöst und auf ihren parzellierten Fluren im Zuge der Raabisation die Dörfer Ainsersdorf, Klaradorf und Schwanenberg gegründet. Nach Vollendung der neuen Ainsersdorfer Kirchengebäude wurde die Sugdoler Lokalpfründe 1809 dorthin übertragen. Die k.k. Staatsgüterveräußerungskommission verkaufte das Gut Ptin mit Sugdol am 1. August 1825 meistbietend an Philipp Ludwig Graf Saint-Genois d’Aneaucourt (1790–1857).
Im Jahre 1835 bestand das im Olmützer Kreis gelegene Rustikaldorf Sugdol bzw. Sukdoly aus 58 Häusern mit 446 mährischsprachigen Einwohnern. Haupterwerbsquellen bildeten die Landwirtschaft, der Obstbau und die Leinweberei. Im Ort gab es ein Wirtshaus. Pfarr- und Schulort war Ainsersdorf, der Amtsort Alt-Ptin. Bis zur Mitte des 19. Jahrhunderts blieb Sugdol der Allodialherrschaft Ptin untertänig.
Nach der Aufhebung der Patrimonialherrschaften bildete Suchdol / Sugdol ab 1850 mit den Ortsteilen Jednov / Ainsersdorf und Klárky / Klaradorf eine Gemeinde im Gerichtsbezirk Konitz. Ab 1869 gehörte Suchdol zum Bezirk Littau; zu dieser Zeit hatte Suchdol (mit Klárky) 670 Einwohner und bestand aus 90 Häusern. 1872 wurde eine Bäuerliche Darlehnskasse gegründet. Moritz Graf Saint-Genois d’Aneaucourt, der die Grundherrschaft Ptin 1857 von seinem Vater geerbt hatte, verkaufte sie 1878 an Fürst Johann II. von Liechtenstein. Das Postamt wurde 1892 eingerichtet. Im Jahre 1900 hatten Suchdol und Klárky zusammen 732 Einwohner; 1910 waren es 729 Einwohner. 1911 erhielt Suchdol eine eigene Schule. Nach dem Ersten Weltkrieg zerfiel der Vielvölkerstaat Österreich-Ungarn, die Gemeinde wurde 1918 Teil der neu gebildeten Tschechoslowakischen Republik. Beim Zensus von 1921 lebten in den 162 Häusern der Gemeinde Suchdol 1083 Personen, davon 1079 Tschechen und vier Deutsche. Der Ortsteil Suchdol bestand aus 76 Häusern mit 543 Einwohnern. 1930 lebten in den 120 Häusern von Suchdol und Klárky 718 Menschen. Das Gebäude der Bäuerlichen Darlehnskasse wurde 1931 errichtet. Nach dem Münchner Abkommen verblieb die Gemeinde 1938 bei der Tschechoslowakei; westlich und nördlich verlief die Grenze zum Deutschen Reich. Von 1939 bis 1945 gehörte die Gemeinde Suchdol zum Protektorat Böhmen und Mähren. 1950 lebten 545 Menschen in Suchdol und Klárky. Im Zuge der Gebietsreform von 1960 wurde der Okres Litovel aufgehoben und die Gemeinde dem Okres Prostějov zugeordnet; zugleich erfolgte die Eingemeindung von Labutice. Seit Beginn des Jahres 1983 wird Klárky nicht mehr als Ortsteil geführt. Beim Zensus von 2001 lebten in den 259 Häusern der Gemeinde 662 Personen, davon 377 in Suchdol (140 Häuser), 214 in Jednov (82 Häuser) und 71 in Labutice (37 Häuser). Im ehemaligen Schulhaus wurden in den 2000er Jahren vier Wohnungen geschaffen.

## Gemeindegliederung
Die Gemeinde Suchdol besteht aus den Ortsteilen Jednov (Ainsersdorf), Labutice (Schwanenberg) und Suchdol (Sugdol). Grundsiedlungseinheiten sind Jednov díl 1, Jednov díl 2, Labutice und Suchdol. Zu Suchdol gehören außerdem die Ansiedlungen Klárky (Klaradorf), Pořadí und Žleb sowie die Einschicht Jednovský Mlýn.
Die Gemeinde gliedert sich in die Katastralbezirke Labutice und Suchdol u Konice.

## Sehenswürdigkeiten
- Kapelle der hl. Anna, auf dem Dorfanger von Suchdol
- Steinernes Kreuz, vor der Kapelle in Suchdol
- Denkmal für die Gefallenen des Ersten Weltkrieges, auf dem Dorfanger von Suchdol
- Wallfahrtskirche Mariä Heimsuchung in Jednov
- Windmühle in Jednov
- Kapelle des hl. Johannes von Nepomuk in Klárky
- Kapelle des hl. Stephan in Labutice

## Söhne und Töchter der Gemeinde
- Čeněk Slepánek (1878–1944), Schriftsteller und Publizist